# Case degli Agostiniani
Le case degli Agostiniani sono un gruppo di edifici a schiera fatti dai frati di Santo Spirito nel centro storico di Firenze. Si trovano tra via Sant'Agostino (nn. 2-4) e piazza Santo Spirito (nn. da 16 a 23). 

## Storia
Queste case furono studiate da Gian Luigi Maffei che pubblicò nel 1990 la pianta del piano terreno di quella in angolo tra la via e la piazza, ne ricostruì la situazione originaria e il prospetto dello stato attuale della facciata. Di queste dieci case a schiera sette hanno interasse modulare di circa sei metri e presentano un prospetto a due finestre con un piano terra, un mezzanino ed altri due piani tra loro dimensionalmente paritetici. Ogni casa presenta una prima cellula esterna con funzione di atrio, una seconda con scala ortogonale al fronte e infine sul retro una loggia parzialmente occupata, nei piani superiori, dalla cucina e dal 'luogo comodo'. 
Lo stesso Gian Luigi Maffei, nelle note al testo, precisa le date di costruzione delle case tra il 1575 e il 1612: le prime furono edificate da privati a cui gli Agostiniani avevano concesso in enfiteusi il lotto edilizio, successivamente furono invece gli stessi padri a occuparsi di appaltare la costruzione delle abitazioni per poi affittarle ai privati. Sempre Maffei, annotando come l'avvio delle prime edificazioni sia contemporaneo alla realizzazione del chiostro grande del convento di Santo Spirito che è opera documentata di Bartolomeo Ammannati, ipotizza che allo stesso possa ricondursi l'intero piano edilizio e che, dopo alcuni anni, sia subentrato nella direzione dei lavori il suo allievo Alfonso Parigi.

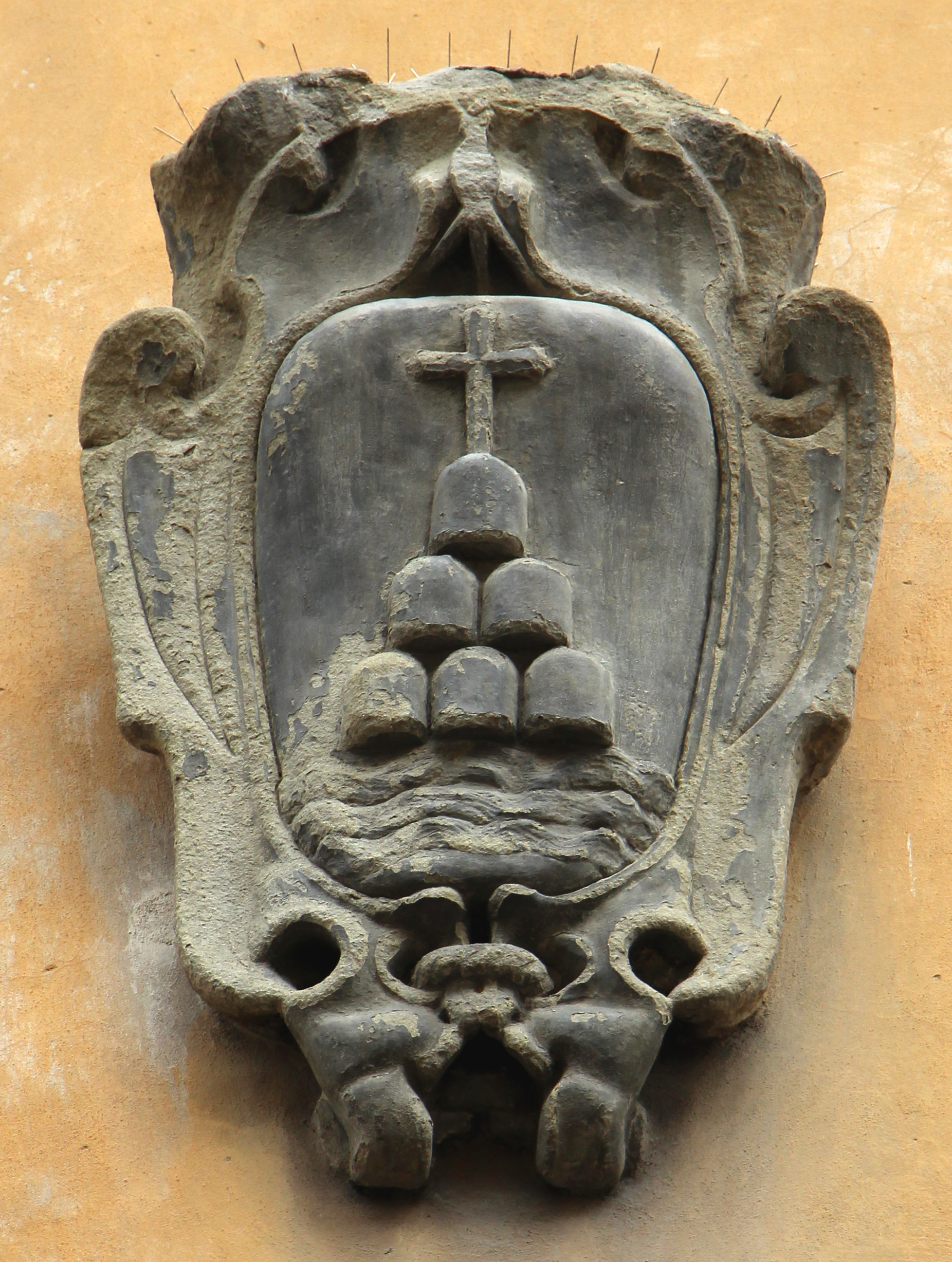
Via Sant'Agostino 2, stemma forse di Lapino barbiere
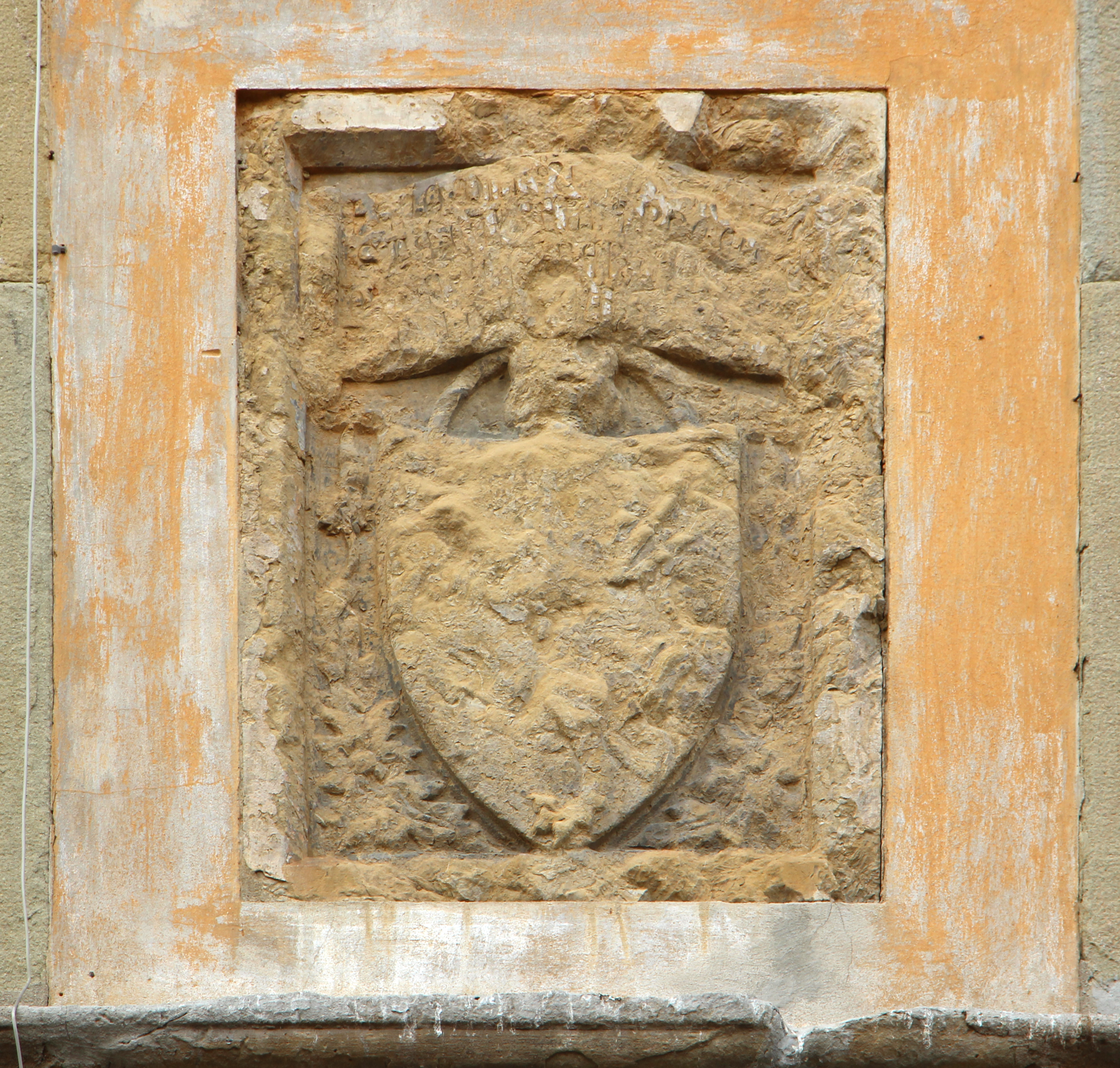
Piazza Santo Spirito angolo via Sant'Agostino 2, stemma Manfredi
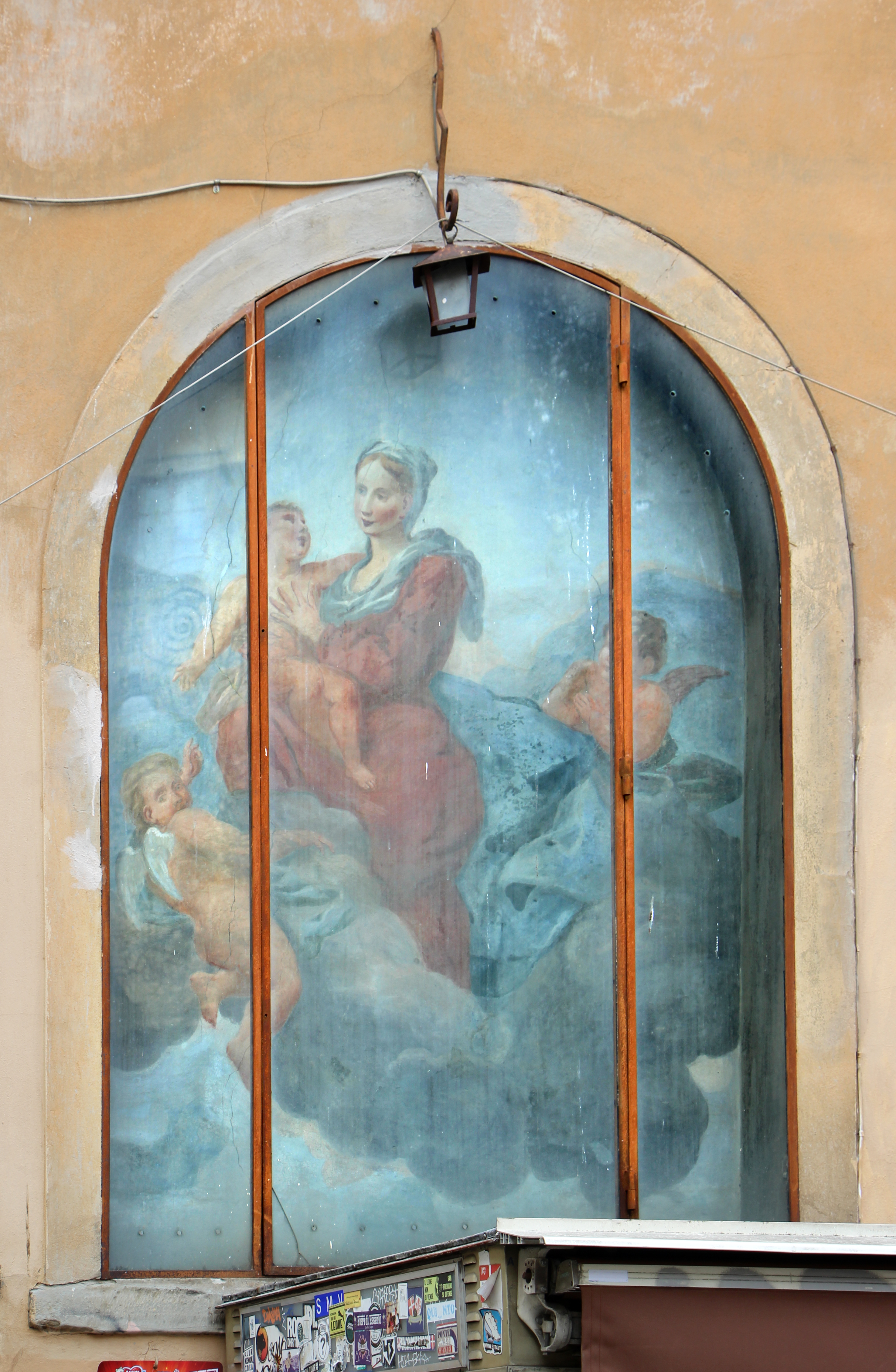
Tabernacolo della Regina Angelorum

## Descrizione
La casa più vicina al convento è composta dall'aggregazione frontale di due unità, una soluzione necessaria a causa della scarsa profondità del lotto, dovuta alla presenza di parte del convento in quel punto. L'ultima casa, situata sull'angolo opposto, presenta tre finestre che affacciano sulla piazza e altre tre sulla via S. Agostino; la serie di edifici si conclude con un ulteriore fabbricato su quest'ultima strada, simile a quelli affacciati sulla piazza. La disposizione ritmica di porte e finestre al piano terra, il marcadavanzale continuo al primo piano e il cornicione sporgente che prosegue anche lungo via Sant'Agostino rivelano l'unitarietà della progettazione dell'intero complesso edilizio. In origine, quest'area ospitava l'infermeria e la foresteria del convento degli Agostiniani, demolite nel 1573 per essere ricostruite altrove, mentre al loro posto furono edificati stabili residenziali concessi prima in enfiteusi e poi in affitto. 
| Immagine | N°                                          | Descrizione |
| -------- | ------------------------------------------- | --- |
|          | Via S. Agostino 4                           | In questa casa, al centro del pian terreno, esiste un pietrino a forma di scudo con le insegne della chiesa di Santo Spirito, in cattive condizioni di conservazione ma che ancora documenta il numero progressivo della presente casa (4, in numeri romani). |
|          | Via S. Agostino 2/ piazza Santo Spirito 16r | L'angolo con la via ospitava una cappella edificata dai Manfredi nel 1356, successivamente proprietà dell'Arte dei Cappellai, che ha condizionato le dimensioni del lotto d'angolo e influenzato la conformazione planimetrica degli edifici. La particolare forma acuta dell'angolo tra piazza e via e la preesistenza hanno provocato uno slittamento di circa due metri nell'allineamento tra le prime due unità nella profondità della pianta. Infine, il prospetto si distingue per le aperture ad arco leggermente acuto di porte e finestre dei primi piani, caratterizzate da un gusto arcaicizzante tipico del tardo manierismo fiorentino. Tra le due finestre al primo piano dal lato della piazza rimane un rovinato stemma dei Manfredi (al leopardo illeonito, con la coda bifida) accompagnato da una iscrizione del tutto illeggibile. Sempre da questo lato è un tabernacolo con un affresco settecentesco di Pier Dandini raffigurante la Madonna tra gli angeli (Regina Angelorum). La cantonata ha spigolo a filaretto a cui corrisponde internamente, sempre secondo quanto riportato da Maffei, "un vano rettangolare voltato di vaste dimensioni, oggi tramezzato in altezza; dal XVII secolo fu residenza della famiglia Pratesi". Sul portone che guarda a via Sant'Agostino è uno scudo con arme non identificata (monte di sei cime sostenente una croce latina), che tuttavia trova assonanza con lo stemma di un certo "Lapino Barbiere" presente nella stessa chiesa di Santo Spirito. |
|          | Piazza S. Spirito 16                        | In questa casa si rileva la presenza di finestre con sagome a sesto leggermente acuto, "disegnate cioè con un evidente gusto arcaicizzante assai diffuso nel tardo manierismo fiorentino". Il portale è stato riconfirgurato in una forma semplice, senza arco. |
|          | Piazza S. Spirito 17                        | Il prospetto sia stato oggetto di un intervento di ammodernamento, presumibilmente settecentesco, che ha ridisegnato le finestre superiori da centinate a rettangolari. Secondo Remo Mecocci (1983), in questa casa o nella successiva (numero 18), abitò il pittore Giuseppe Zocchi. |
|          | Piazza S. Spirito 18                        | Si nota nuovamente la presenza di finestre con profili ad arco leggermente acuto, realizzate con un chiaro richiamo al gusto arcaicizzante, molto diffuso nel periodo del tardo manierismo fiorentino. Come detto per l'edificio precedente in questa casa o in quella adiacente (al numero 17) visse il pittore Giuseppe Zocchi. |
|          | Piazza S. Spirito 19                        | Questa è la prima delle case su questo lato che mostra un disegno originale, con le finestre e il portale centinati e contornati da bozze di pietra. Al limitare con l'edificio accanto si trova alto un grande scudo che reca una mitria e un pastorale. Sulla ghiera dell'arco della porta di accesso è il numero 4, progressivo dell'edificio nel registro delle possessioni degli Agostiniani di Santo Spirito. |
|          | Piazza S. Spirito 20                        | Sul limitare sinistro del fronte, a invadere parte del prospetto contiguo e quindi a metà della piazza, è lo stemma con mitria e pastorale del convento di Santo Spirito e che quindi è da interpretare come stemma a sancire la proprietà degli immobili. Reca la data 1612, corrispondente alla fine dei lavori di edificazione. Inferiormente, in asse con lo scudo, è un bando dei Signori Otto di Guardia e Balia che proibisce il gioco delle pallottole in tutta la piazza, datato al 1639. |
|          | Piazza S. Spirito 21                        | Sulla ghiera dell'arco della porta di accesso è il numero 3, progressivo dell'edificio nel registro delle possessioni degli Agostiniani di Santo Spirito. La tinteggiatura uniforme di questa unità con la seguente è forse falsante dell'originaria configurazione del prospetto (che si è portati a leggere come di quattro assi), visto che tende ad assimilarla con l'ultima della casa della serie verso la facciata della chiesa, che in realtà fin dall'origine è stata pensata con un fronte di quattro assi per compensare la ridotta profondità del lotto. |
|          | Piazza S. Spirito 22                        | Sulla ghiera dell'arco della porta di accesso è il numero 2, progressivo dell'edificio nel registro delle possessioni degli Agostiniani di Santo Spirito. le valutazioni su tinteggiatura e dimensioni fatte sul precedente edificio valgono anche per questo. |
|          | Piazza S. Spirito 23                        | L'edificio presenta l'aggregazione frontale di due cellule per la mancanza di profondità del lotto conseguente alla preesistenza in quel punto di parte del convento medesimo, ed è quindi da considerarsi mantenuto nella sua configurazione originaria. Sulla ghiera dell'arco della porta di accesso è il numero 1, progressivo dell'edificio nel registro delle possessioni degli Agostiniani di Santo Spirito. Tra le due finestre al terreno è una memoria posta nel 1945 che ricorda come qui l'8 agosto del 1944 trovassero la morte per lo scoppio di una granata nemica i partigiani Mario Sentini e Aligi Barducci, quest'ultimo noto come Potente e comandante della Divisione Garibaldi Arno, medaglia d'oro al valor militare. La lapide è stata arricchita da un monumento realizzato tra il 1986 e il 1987 dalla sezione di decorazione plastica dell'Istituto Statale d'Arte di Firenze, pensato sotto forma di tre grandi schegge in bronzo confitte nel muro. |

### Lapidi
Al 20 si trova una lapide con un bando dei Signori Otto del 1639 (o si potrebbe leggere 1632):
| I · SSRI · OTTO · PROIBISC ANO · IL · GIOCHO · DELLE PALLOTTOLE · IN · TVTTA QVESTA · PIAZZA · SOT TO · PENA · DI · SVDI · DIECI ACHI · CONTRAFARA EL · BANDO · 1639 |

In italiano corrente si può trascrivere: «I Signori Otto proibiscono il gioco della pallottole in tutta la piazza, sotto pena di dieci scudi, anche a chi contraffarrà questo bando. 1639».
Al 23, presso il monumento in bronzo, si trova la lapide ai partigiani Aligi Barducci e Mario Sentini:
| QUÍ,LA SERA DEL 7 AGOSTO 1944, MENTRE STAVA _PER PORTARE A COMPIMENTO CON I _FIDI _PARTIGIANI _LA _LIBERAZIONE _DI FIRENZE, CADDE COLPITO A MORTE L'EROE NAZIONALE _____ALIGI ___BARDUCCI "POTENTE"_ COMANDANTE _LA _DIVISIONE GARIBALDINA "ARNO"________________ IL PARTITO COMUNISTA ITALIANO PERDEVA CON LUI UN VERO COMPAGNO, I PARTIGIANI UN _AMATO _CAPO, L'ITALIA _UN _GRANDE FIGLIO.__ ACCANTO _A_ LUI _CADDE _NEL COMPIMENTO __DEL __PROPRIO __DOVERE IL __PARTIGIANO ___MARIO __SENTINI IL POPOLO A ETERNA MEMORIA,POSE L'8 AGOSTO 1945 |

### Altro
Esistono altre case nel centro storico che presentano un pietrino degli Agostiniani. L'elenco completo comprende:

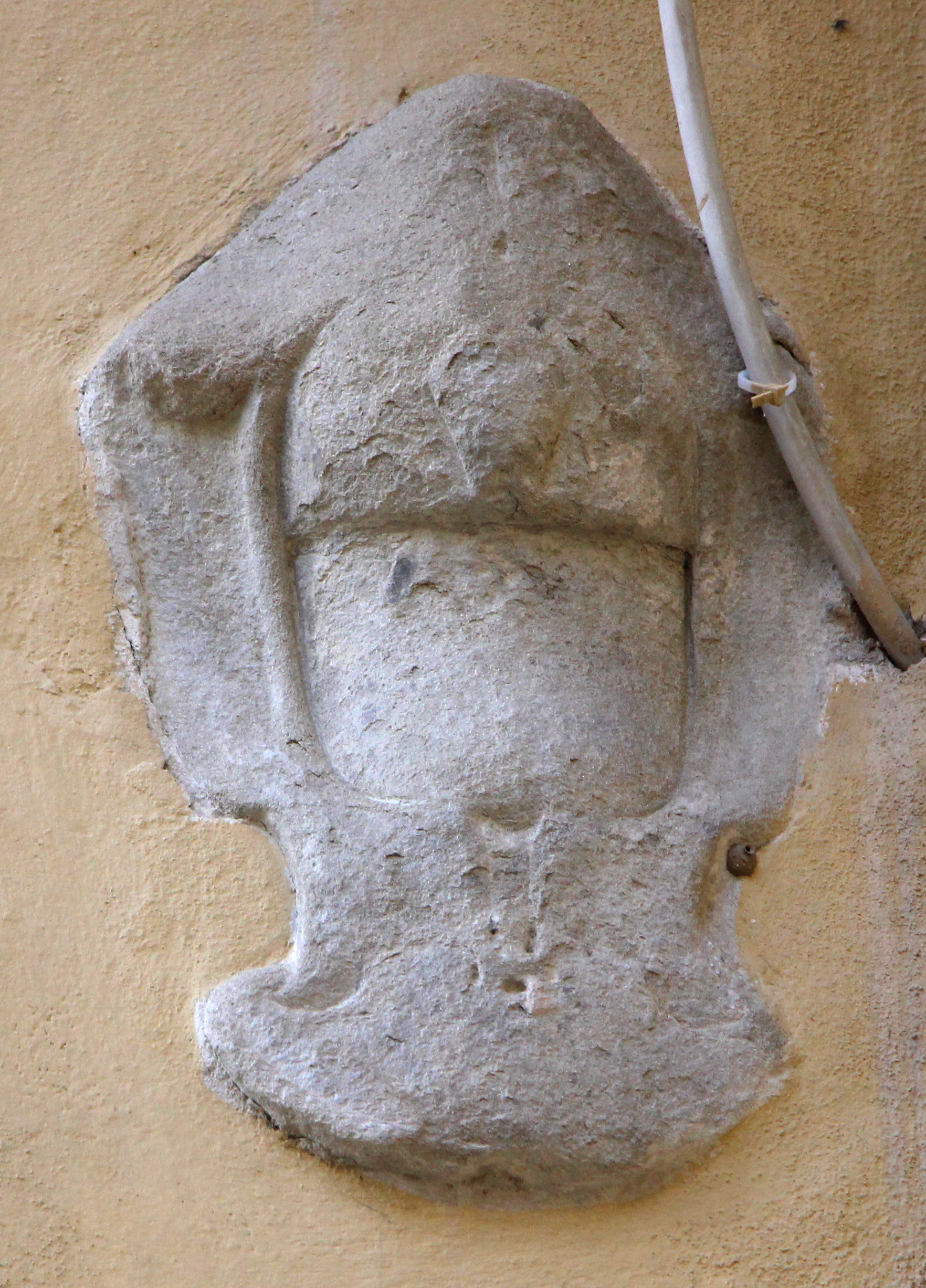
Via d'Ardiglione 28
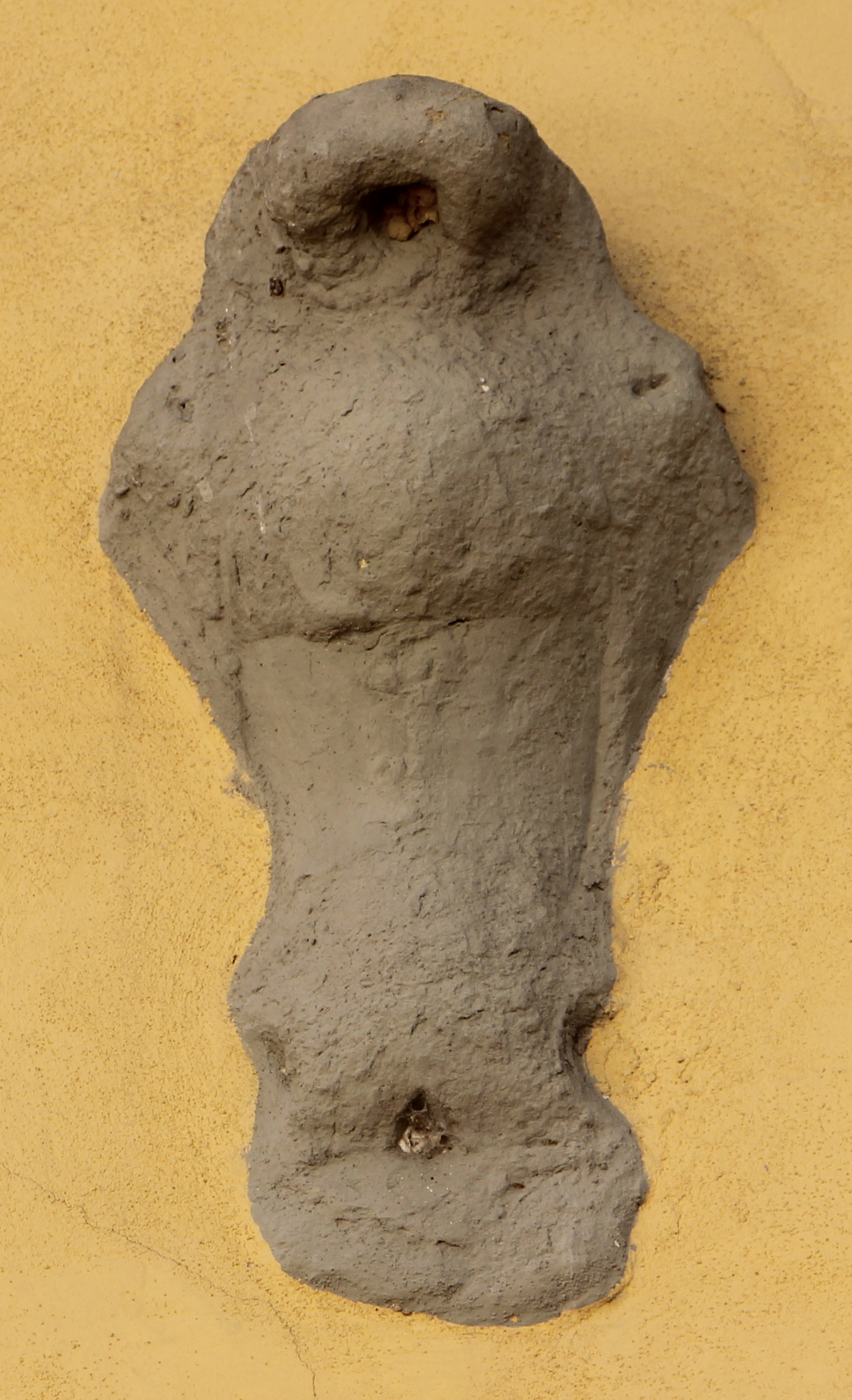
Via d'Ardiglione 31
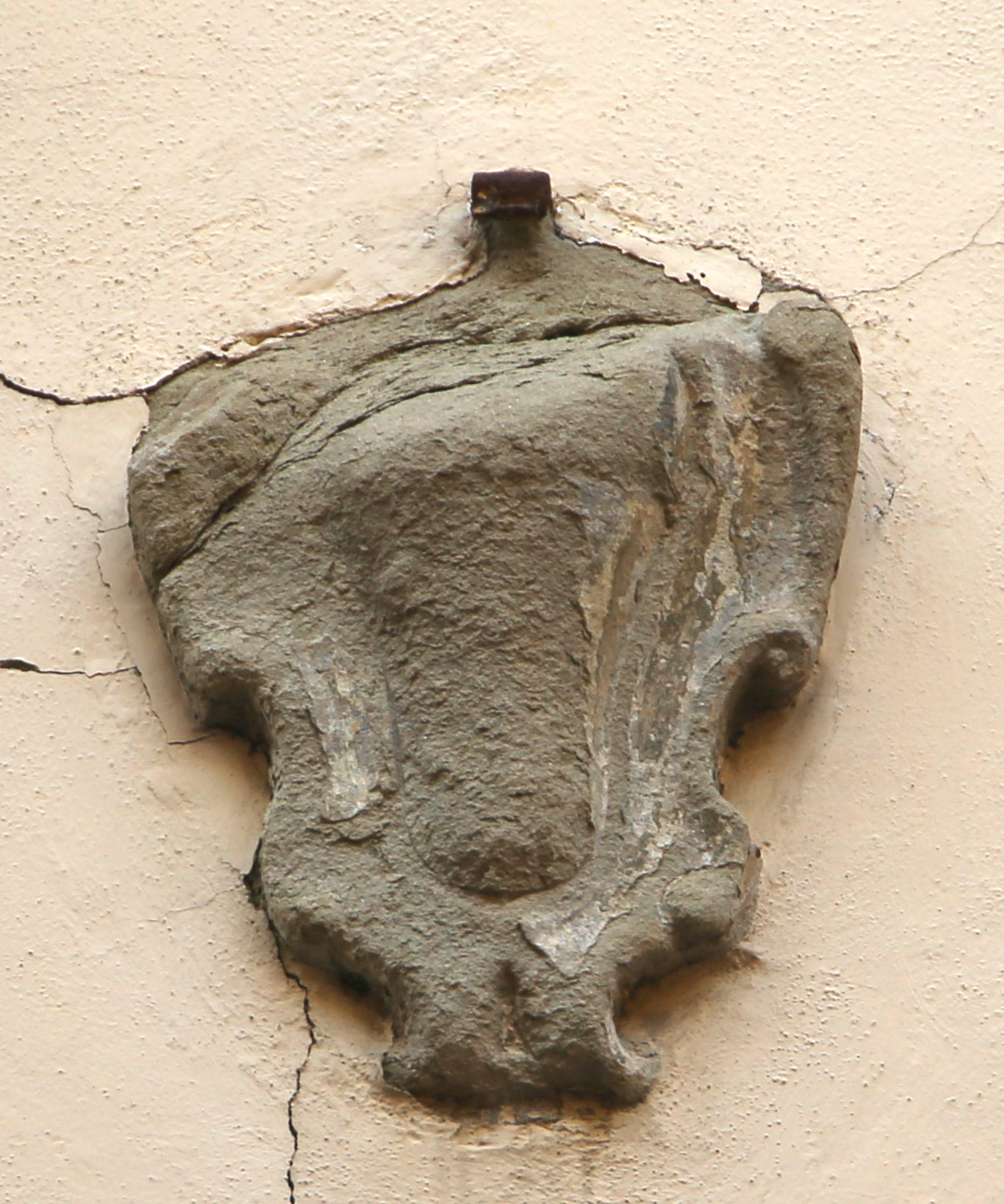
Via d'Ardiglione 37
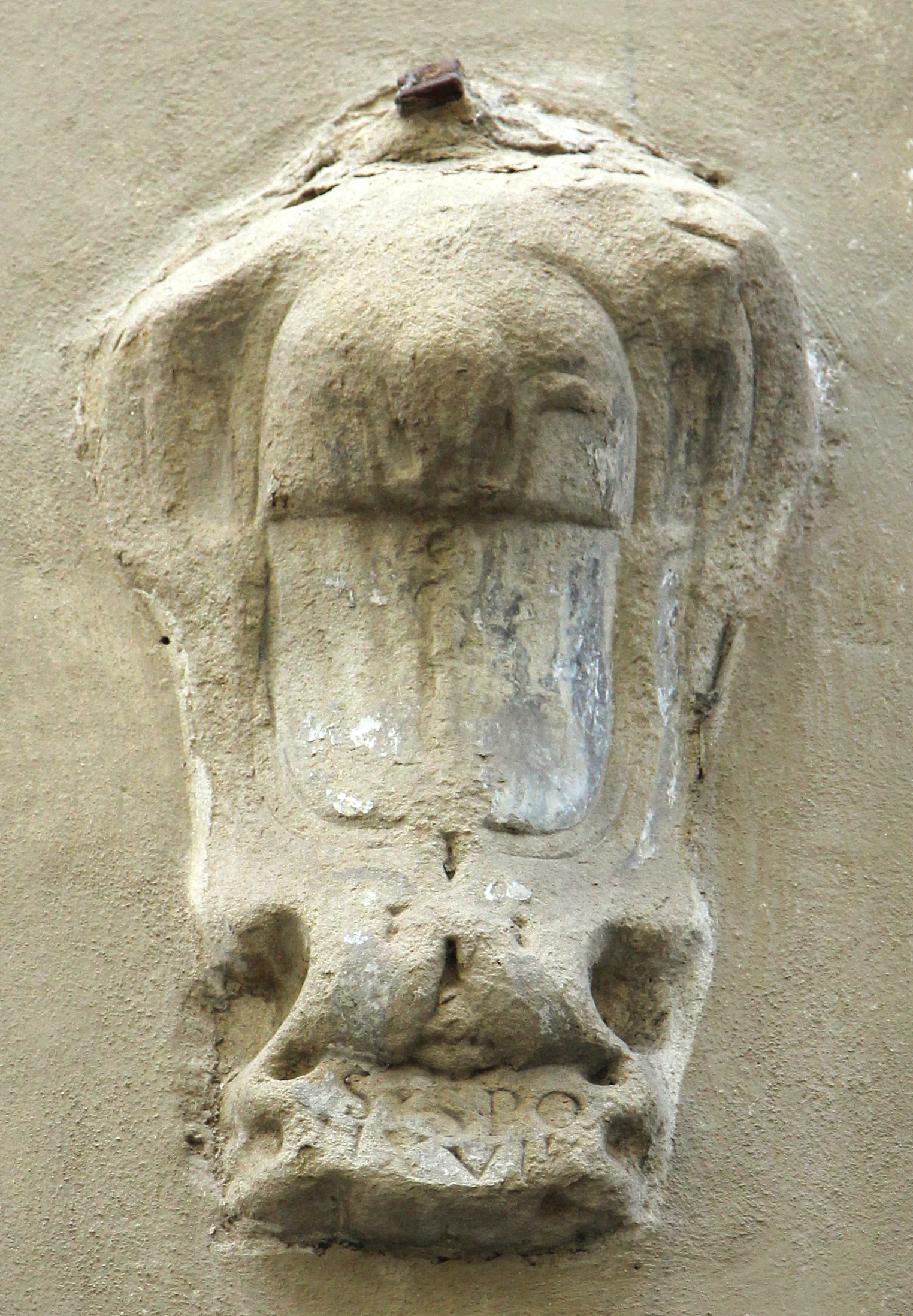
Via del Campuccio 11
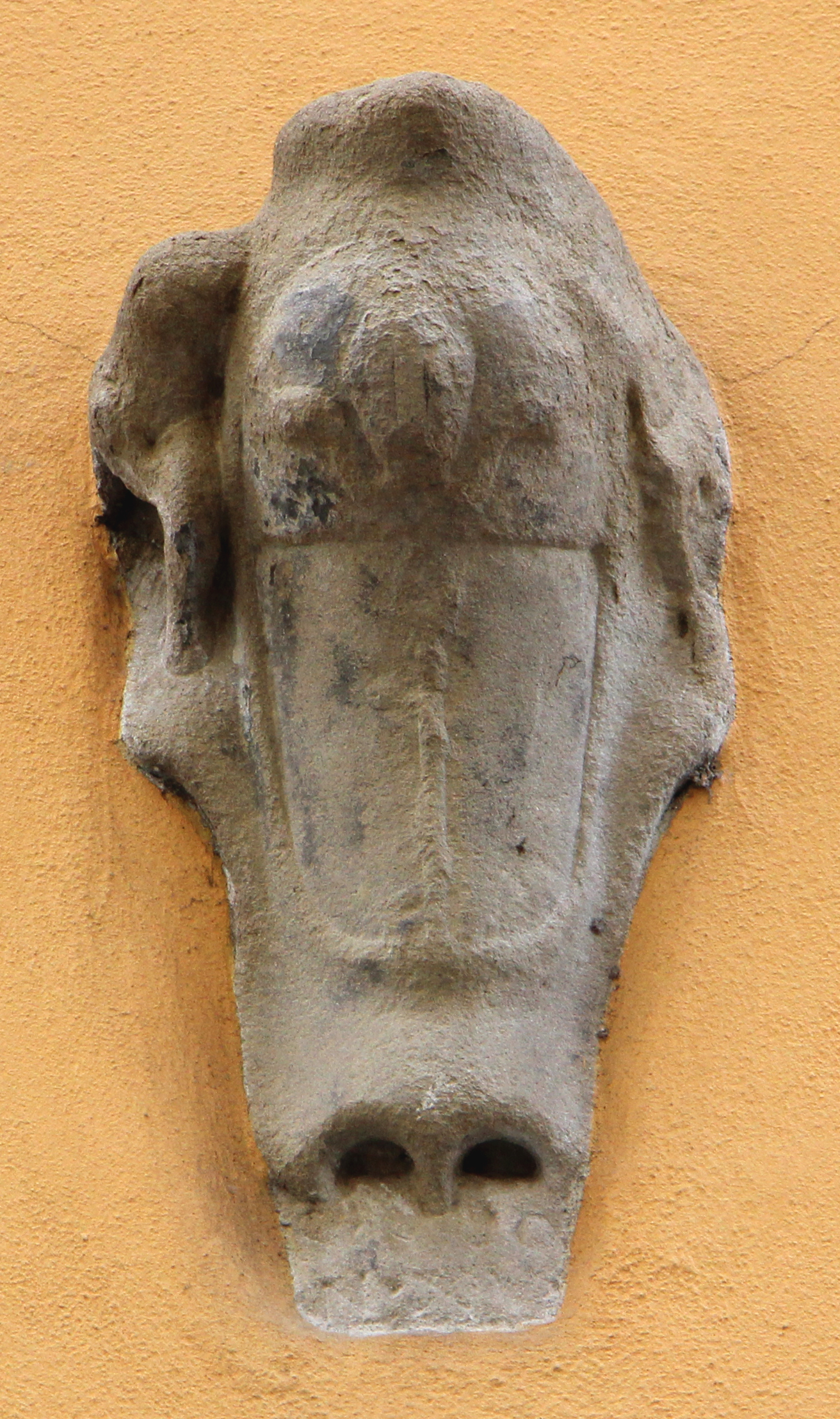
Via del Campuccio 19
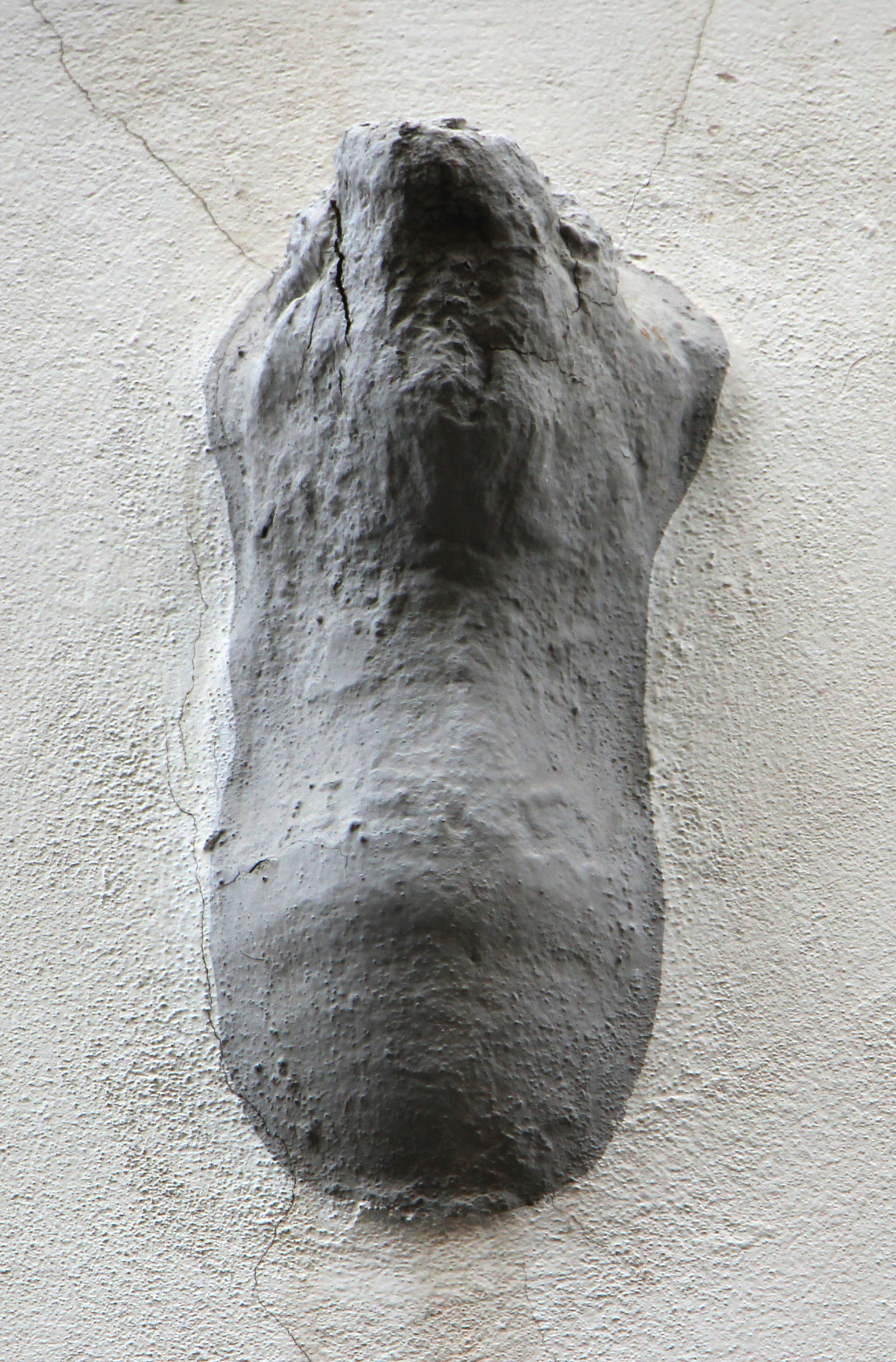
Via del Campuccio 36
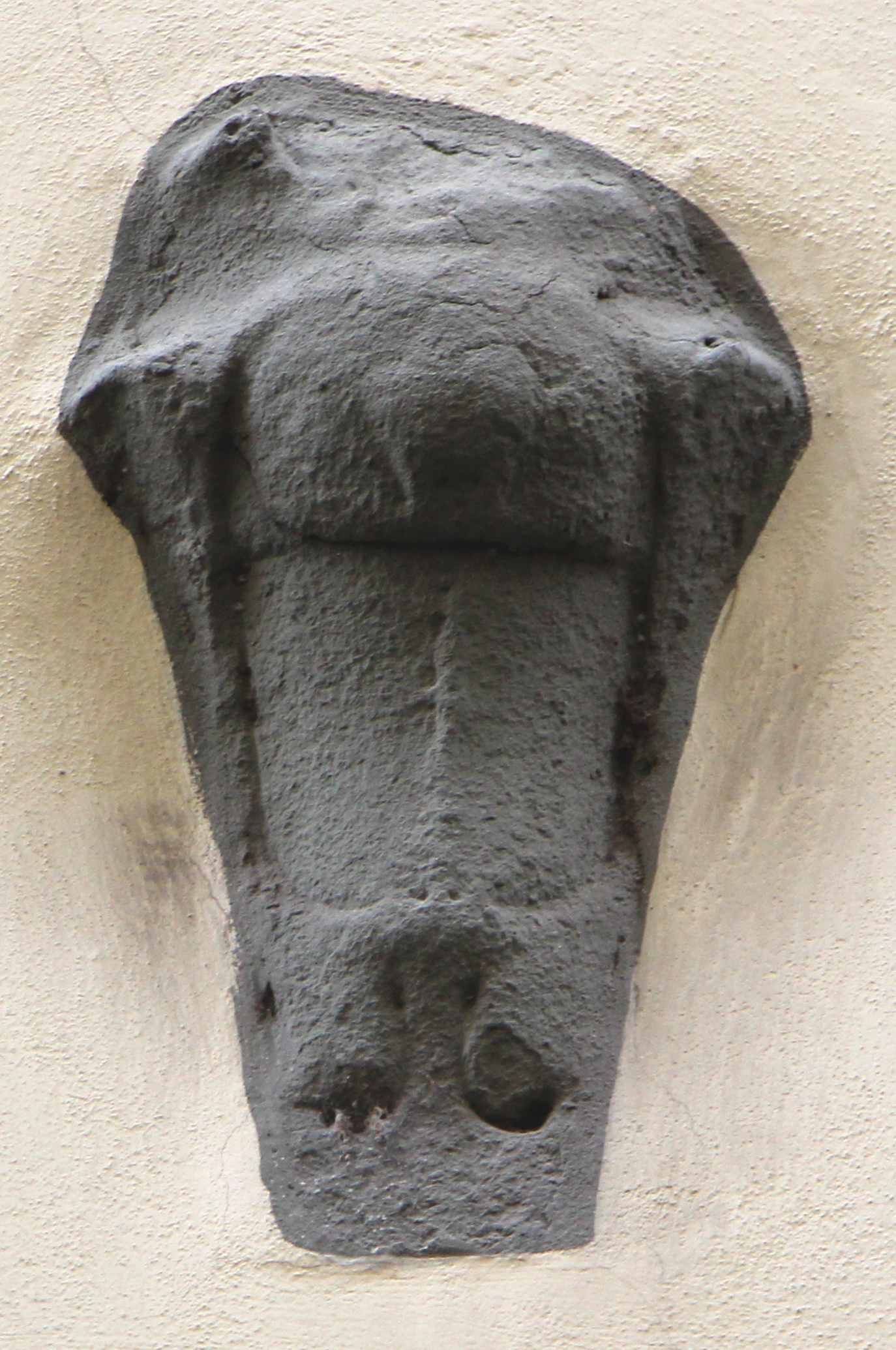
Via della Chiesa 14
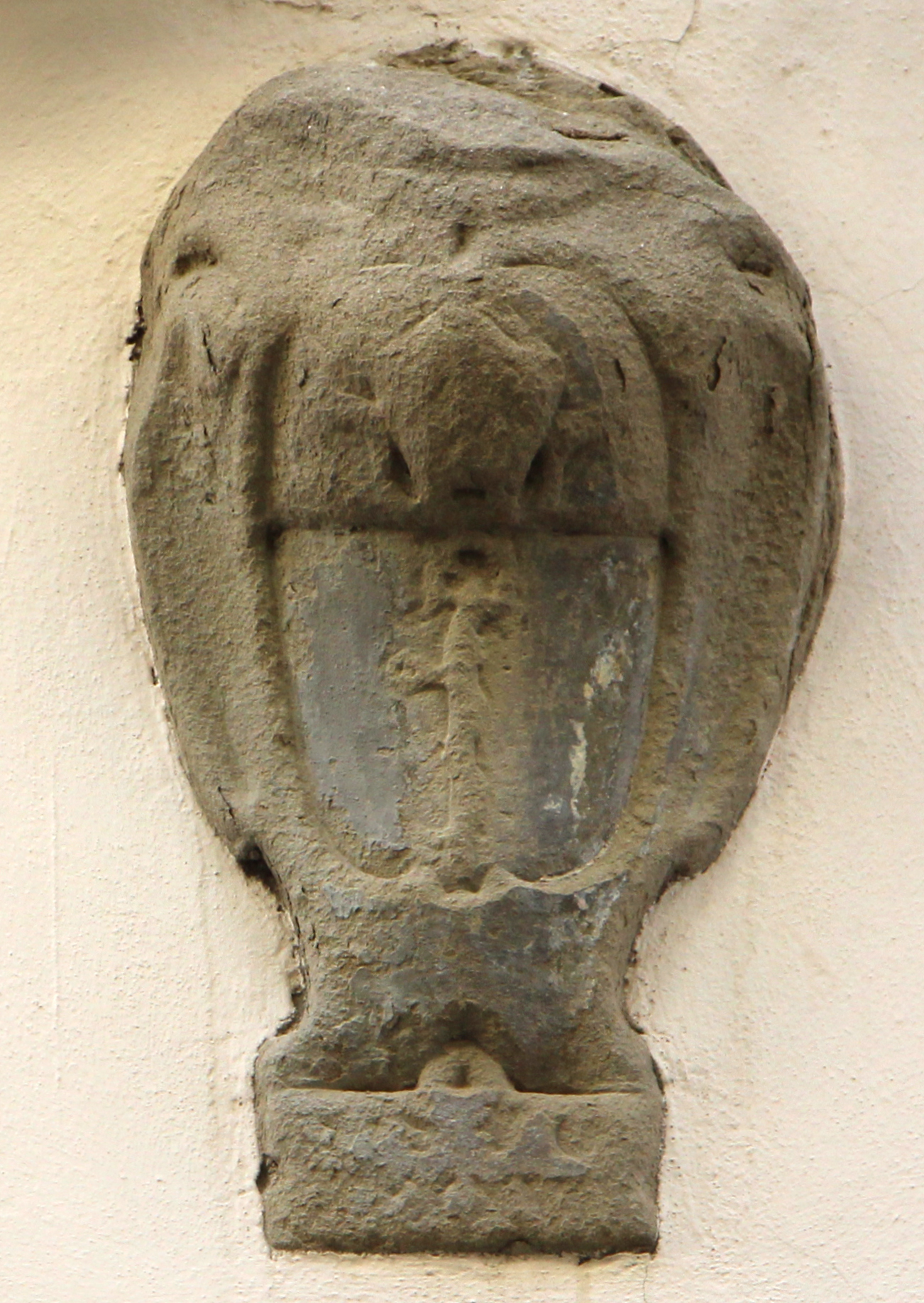
Via della Chiesa 35
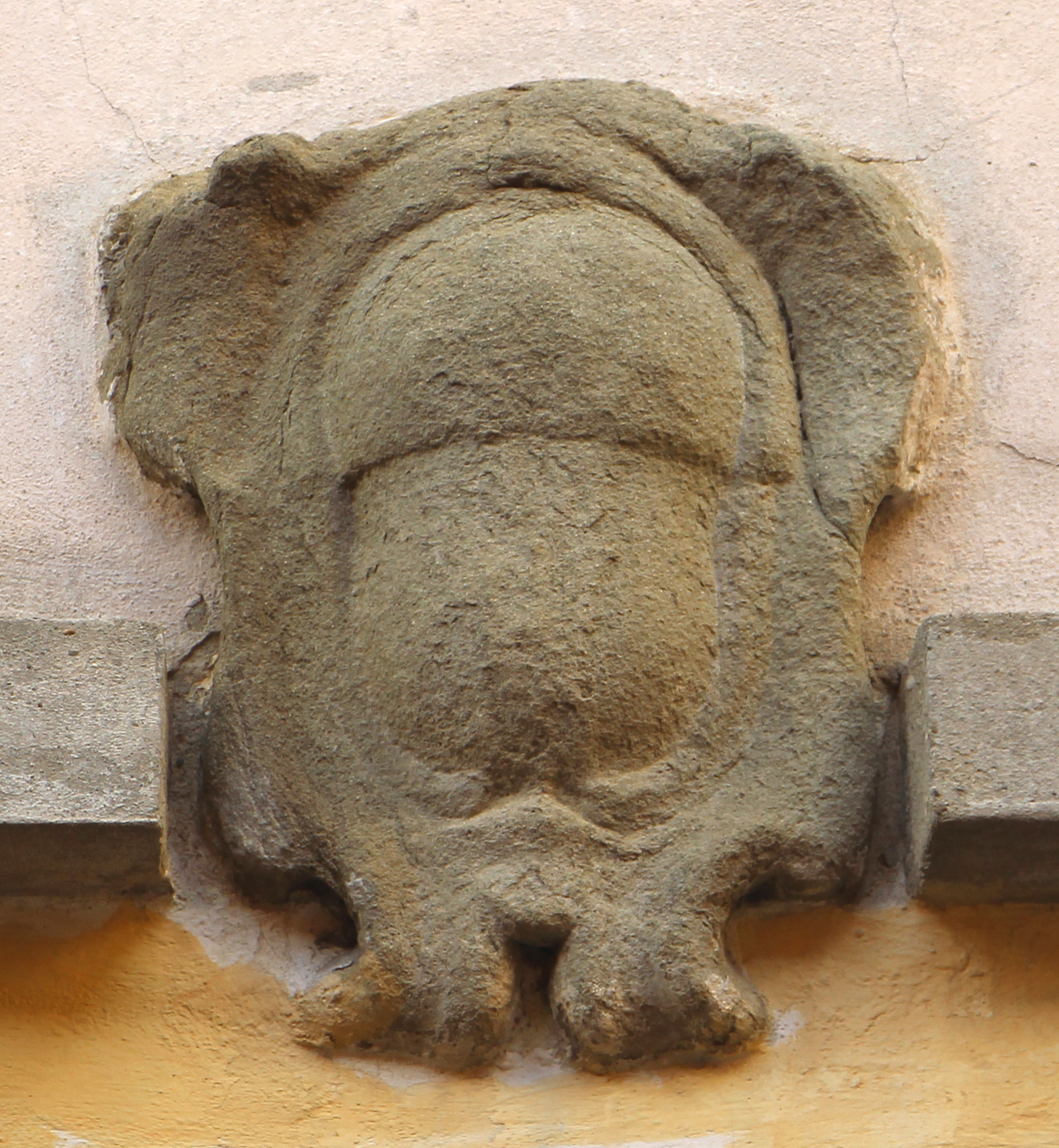
Via della Chiesa 47 (?)
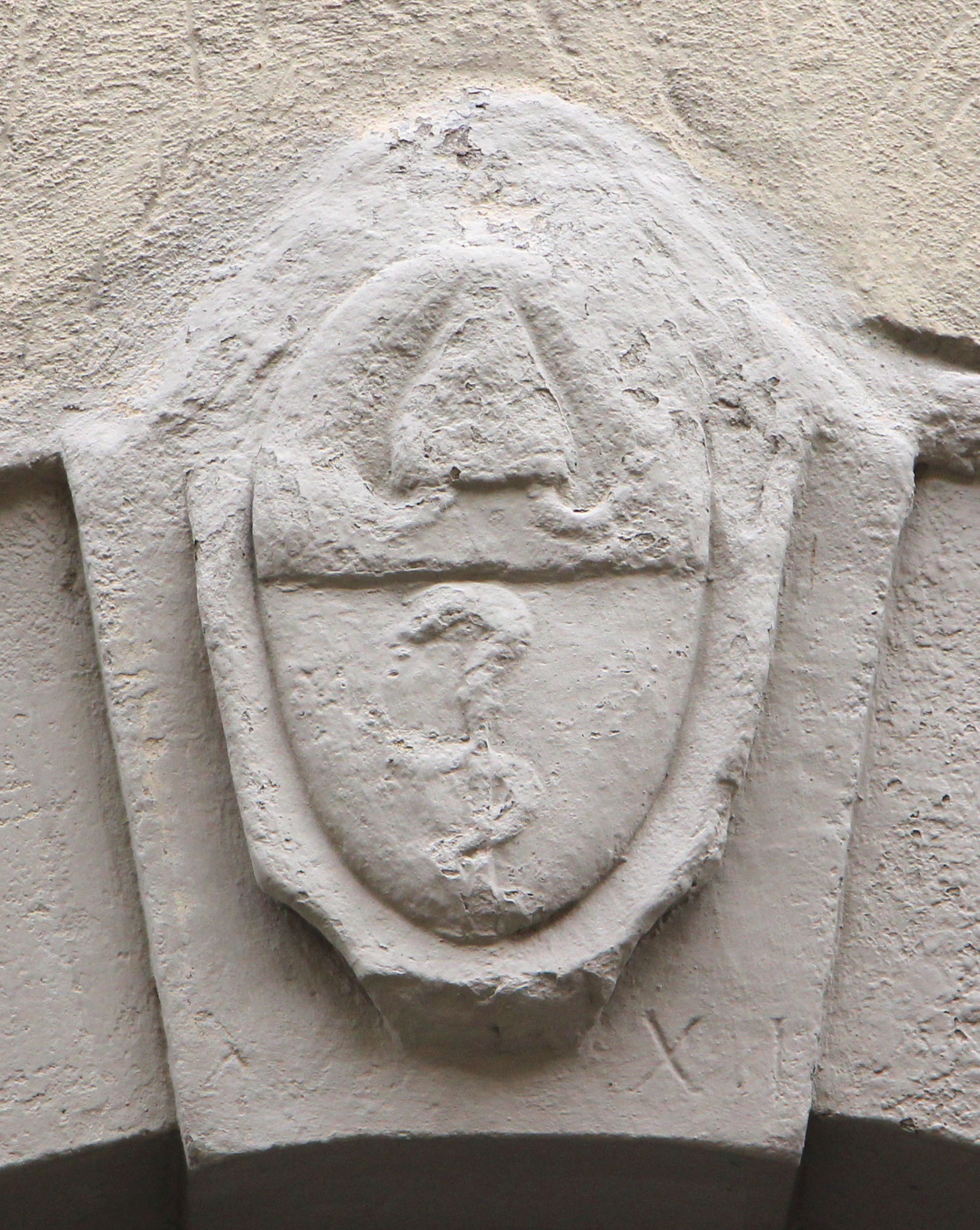
Via Guelfa 93
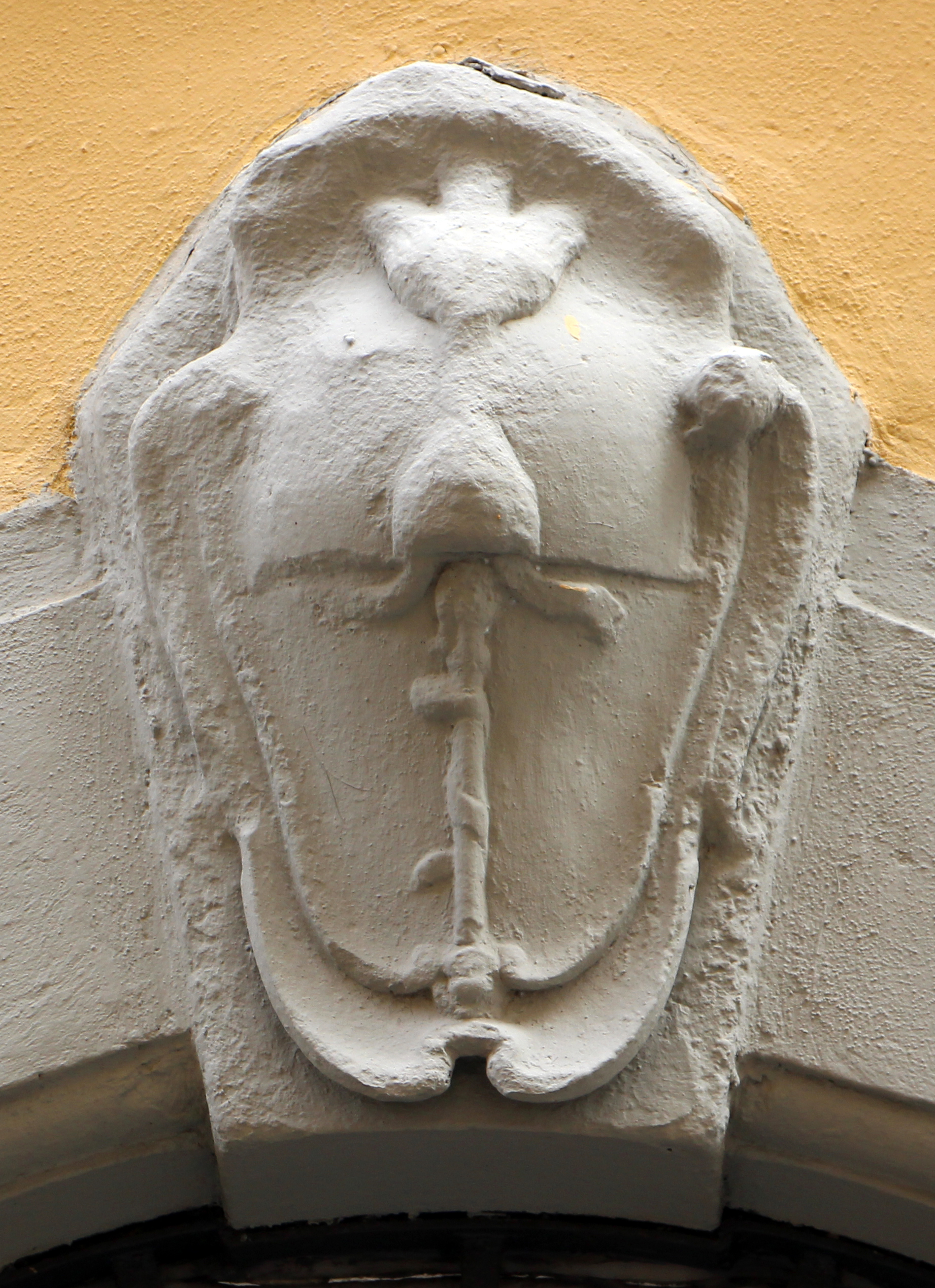
Via Maffia 19
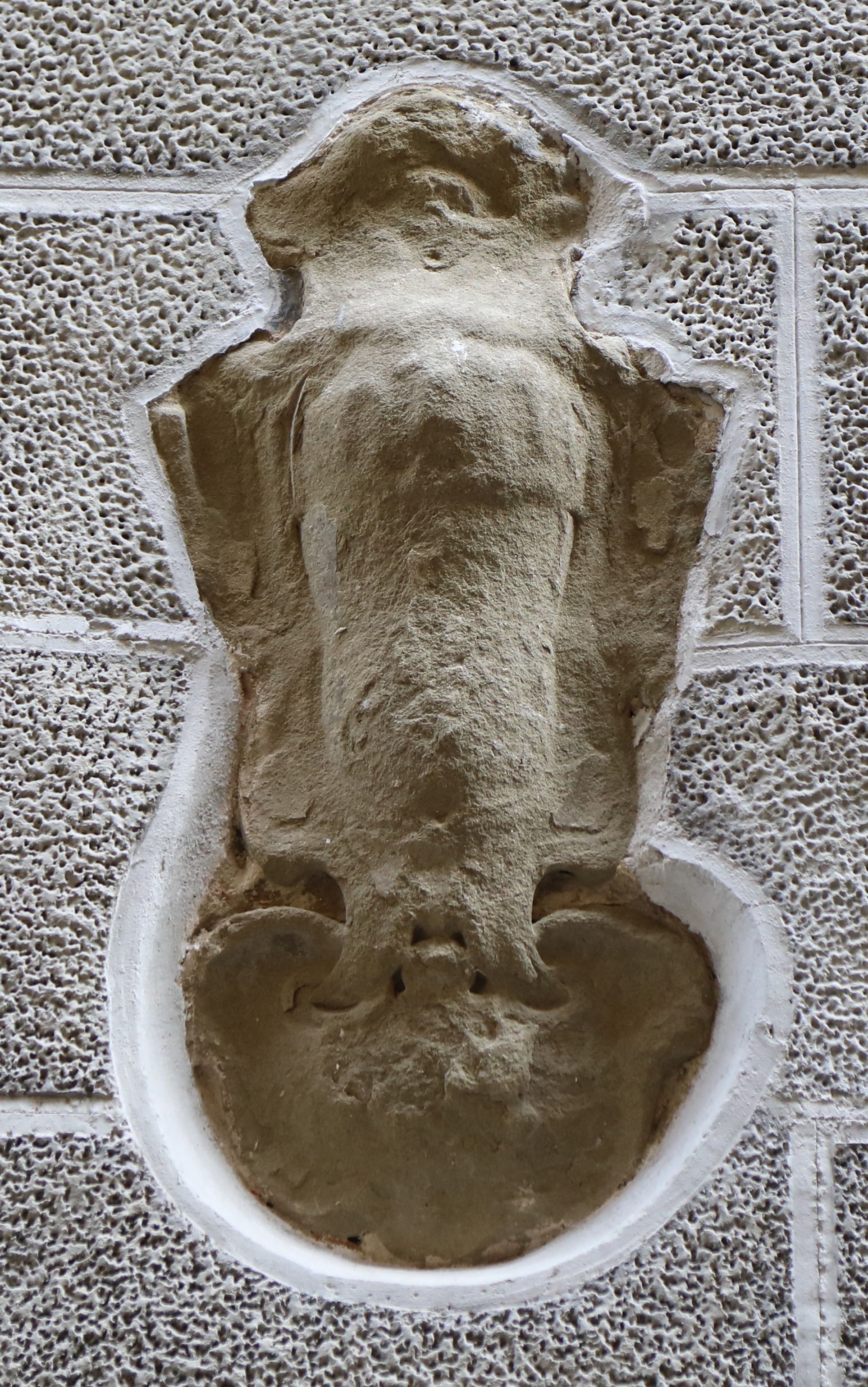
Via del Porcellana 2 (?)
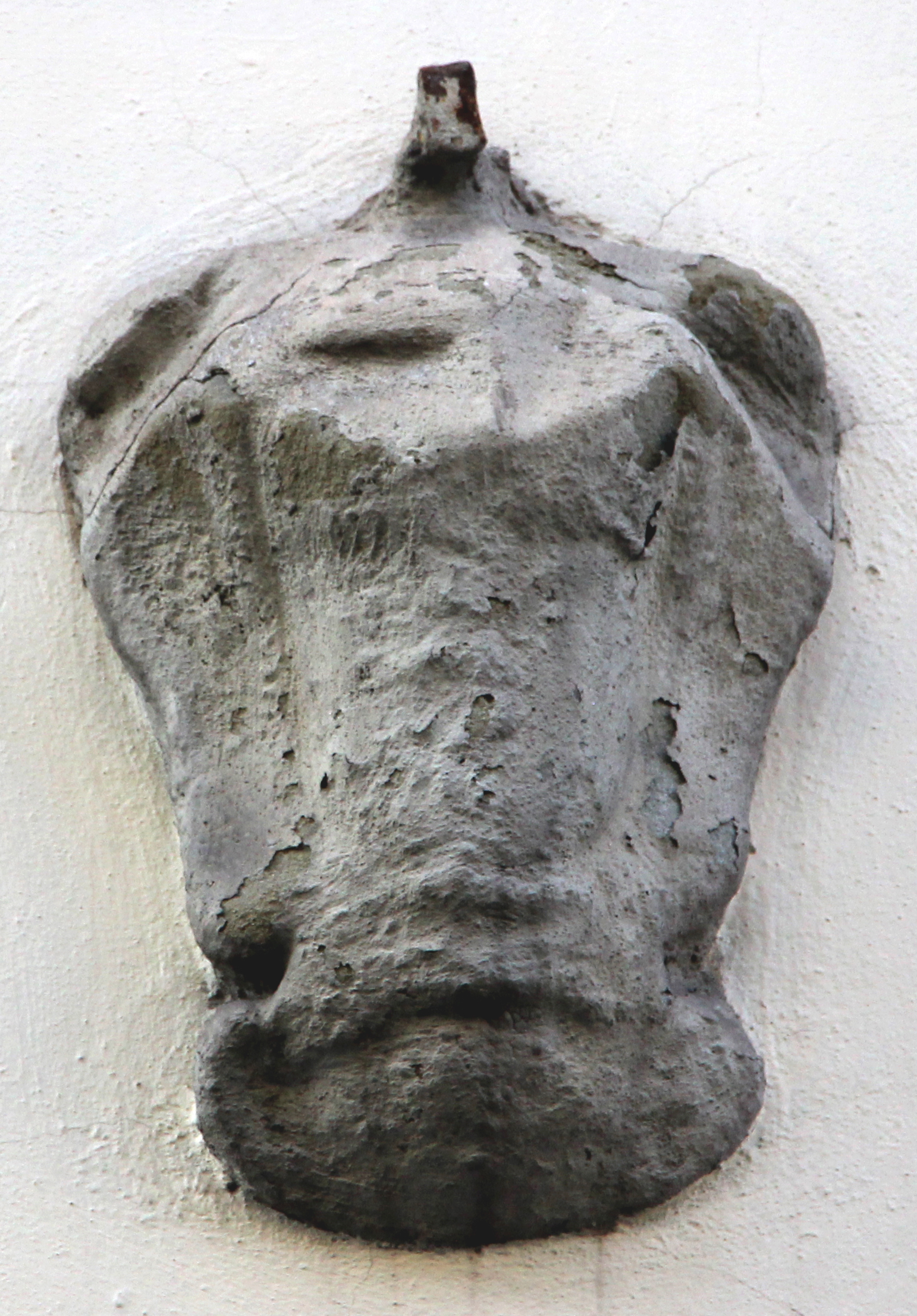
Via de' Serragli 34
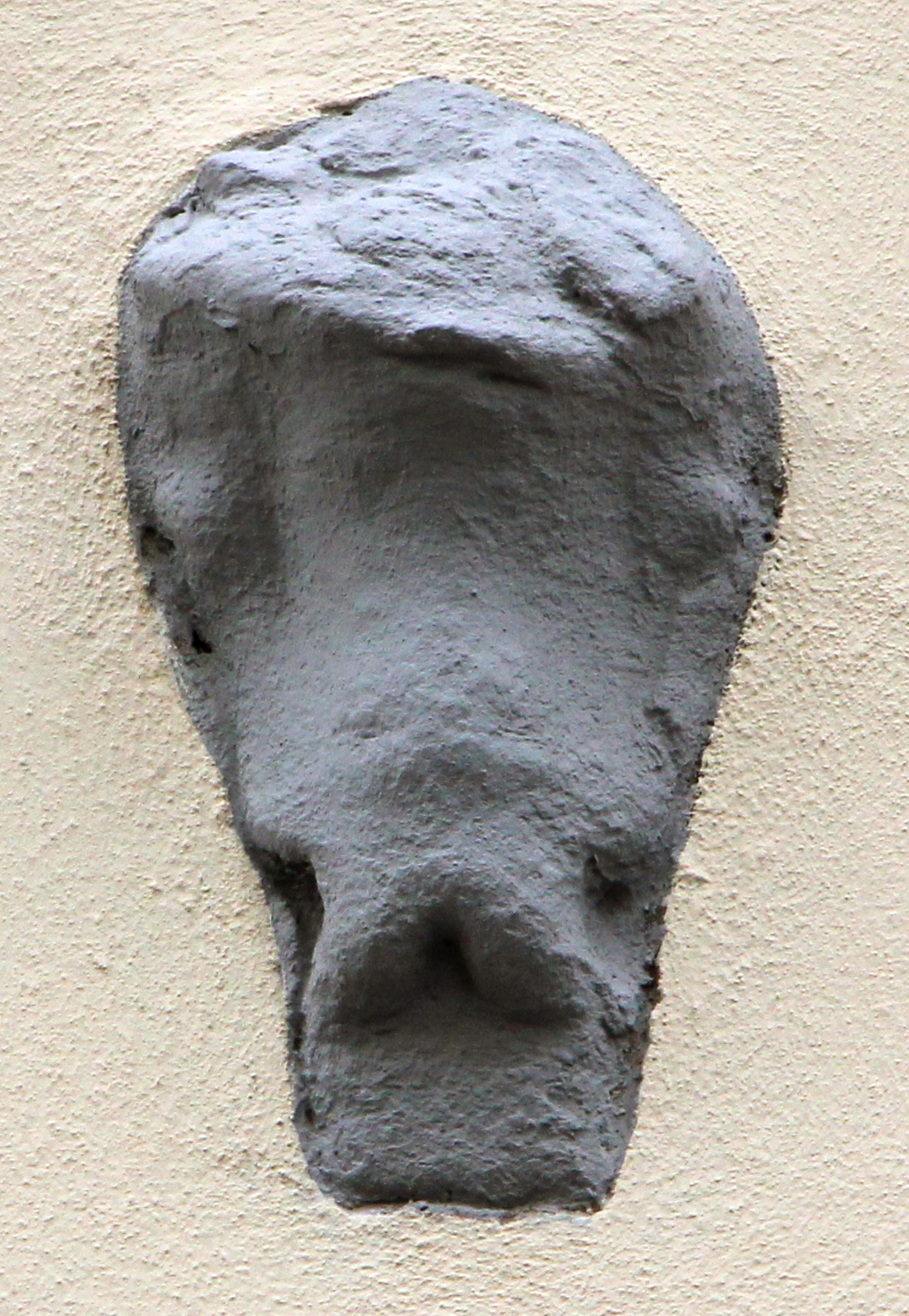
Via de' Serragli 84
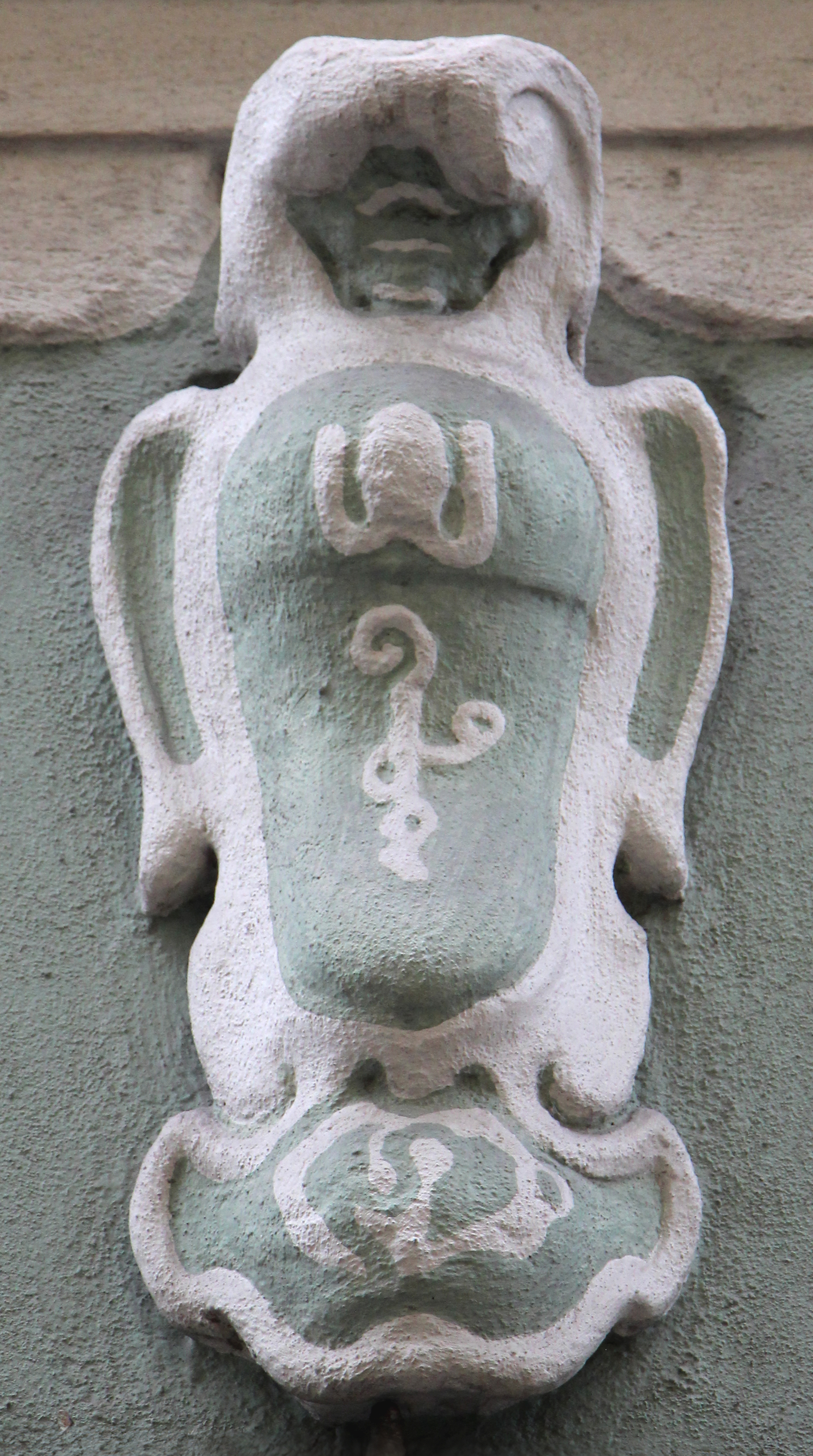
Borgo Tegolaio 4

- Via d'Ardiglione 28
- Via d'Ardiglione 31
- Via d'Ardiglione 38
- Via del Campuccio 11
- Via del Campuccio 19
- Via del Campuccio 36
- Via della Chiesa 14
- Via della Chiesa 35
- Via della Chiesa 47
- Via Guelfa 93
- Via Maffia 19
- Via del Porcellana 2
- Via de' Serragli 34
- Via de' Serragli 84
- Borgo Tegolaio 4